# 萊恩·弗萊赫提
萊恩·愛德華·弗萊赫提（英語：Ryan Edward Flaherty，1986年7月27日—），為美國職棒大聯盟的內野手，生涯曾效力過金鶯、勇士與印地安人等隊。目前是芝加哥小熊隊的球探與發展教練。

## 職業生涯

### 芝加哥小熊
2008年美國職棒大聯盟選秀，小熊隊在首輪41順位選進弗萊赫提。他待在小熊隊四年，最高層級來到2A。他在小熊隊小聯盟的打擊率為2成79，並敲出38轟與182分打點。

### 巴爾的摩金鶯
2011年12月8日，金鶯隊透過規則五選秀選進弗萊赫提。他在球季開幕戰登上大聯盟，4月14日達成生涯首得分，4月26日敲出生涯首安和首分打點。5月10日，弗萊赫提敲出大聯盟首轟。
9月28日，弗萊赫提敲出生涯首支滿貫砲。2012年美國聯盟分區賽第三戰，弗萊赫提擊出季後賽首轟，成為緬因州第一人。他在隔年6月23日達成生涯首次雙響砲。
2016年8月20日，弗萊赫提成為金鶯隊史第7位登板投球的野手。他在第9局登板，並失了2分。這年他的打擊率為2成17。而他為了避免薪資仲裁，在2017年和球隊簽下1年1,800萬美元的合約。

### 費城費城人
2018年2月9日，弗萊赫提和費城人簽下小聯盟合約。不過他在3月22日遭到釋出。

### 亞特蘭大勇士
2018年3月26日，弗萊赫提和勇士隊簽下1年75萬美元的合約。他在8月20日遭到球隊指定讓渡。

### 克里夫蘭印地安人
2019年2月7日，他和印地安人簽下小聯盟合約。在被球隊告知無法進入大聯盟後，弗萊赫提選擇跳脫合約。不過他在3月31日又和球隊重簽小聯盟合約，並加入球隊3A。9月1日，球隊終於讓弗萊赫提登上大聯盟。

## 教練生涯
2019年球季結束後，弗萊赫提卸下球員身分。他在11月24日加入教士隊擔任高階球探和發展教練。

## 個人生活
弗萊赫提於2016年結婚，他的妻子正好是尼克·馬卡克斯的妹妹。

## 參看
- 規則五選秀

## 外部連結
- 球員資訊和成績在MLB，ESPN，Baseball-Reference，Fangraphs（英文）